# 문경시의회
문경시의회는 경상북도 문경시 지역을 관할하는 기초의회이다.